# Yvonne Godard
Yvonne Godard   (Douai, 3 de març de 1908 - Montpeller, 22 de setembre de 1975) va ser una nedadora francesa que va competir durant la dècada de 1930.
El 1931 guanyà la medalla d'or i de bronze en les curses dels 100 i 400 metres lliures, respectivament, del Campionat d'Europa de natació de París.
El 1932 va prendre part en els Jocs Olímpics de Los Angeles, on disputà dues proves del programa de natació. En els 400 metres lliures fou cinquena, mentre en els 100 metres lliures quedà eliminada en semifinals.